# セオ・ウォルコット
セオ・ジェームズ・ウォルコット（Theo James Walcott、1989年3月16日 - ）は、イングランド・ロンドン・スタンモア出身の元サッカー選手。元イングランド代表。現役時代のポジションはフォワード。父はジャマイカ人で、母はイングランド人。
主に中盤右サイドや右ウイングとして起用されている。100mを10秒3（自己申告）の快速を生かしたドリブル突破が魅力。

## クラブ経歴

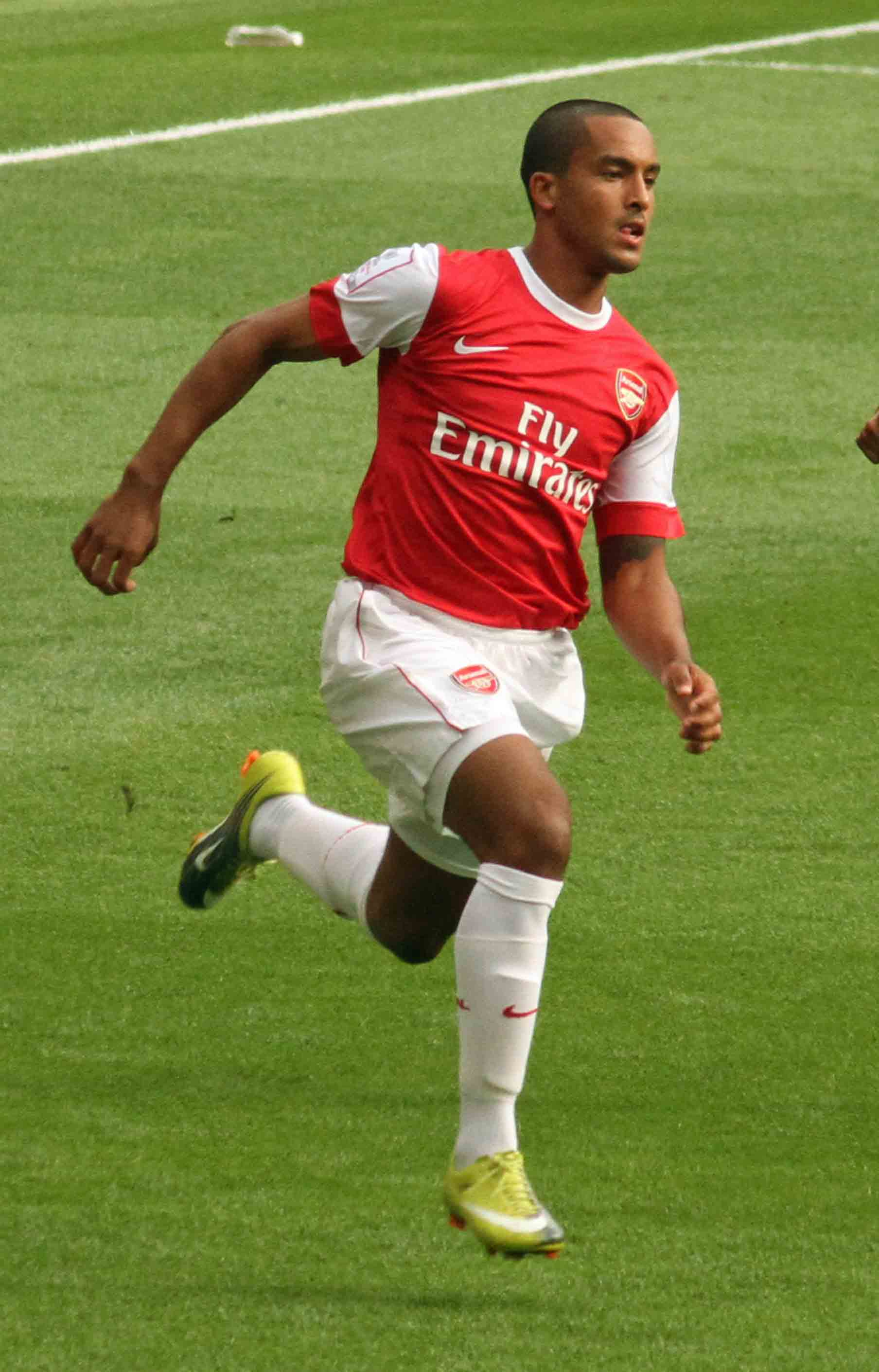
アーセナルでプレーするウォルコット

生まれはロンドン郊外だが、幼少期に移り住んだイングランド南部のニューベリー近郊で育った。10歳でサッカーを始め、地元のクラブでは14歳の1年間に100ゴール以上を挙げるなど突出した才能の持ち主と知られていた。その後サウサンプトンFCのユースチームに加入する。
サウサンプトンでは2004-05シーズンに同クラブ史上最年少となる15歳と175日でのプレミアリーグでのベンチ入りもした（試合には出ていない）。サウサンプトンFCはこのシーズン低迷し、翌シーズンは2部リーグに当たるフットボールリーグ・チャンピオンシップに降格してしまったが、ウォルコットはそのクラブとプロ契約を行った。そして開幕戦の2005年8月6日、ウルヴァーハンプトン・ワンダラーズFC戦で途中交代で出場し16歳と173日でトップチームデビューを飾ると、10月18日にはリーズ・ユナイテッドAFC戦でプロ初ゴールを記録し主力の一角として活躍するようになった。
イングランドにはあまりいないタイプの選手と言うことから、同国の将来を担っていく存在として多くのクラブが彼に興味を示し、2006年1月20日、アーセナルFCが最高24億円という移籍金を支払い獲得。アーセナルとともにチェルシーFCも狙っていたが、アーセン・ベンゲル監督とティエリ・アンリの存在が決め手となり、本人がアーセナルFCを希望したという。
少しずつ試合出場を増やし、2007年2月25日に行われたフットボールリーグカップ決勝のチェルシーFC戦において移籍後初ゴールを決める。そして翌2007-08シーズンはフレドリック・ユングベリやアンリの移籍で出場機会が増え、飛躍の年となった。チャンピオンズリーグのSKスラヴィア・プラハ戦ではフォワードとして先発し、自身のチャンピオンズリーグ初ゴールを含む2ゴールを決めた。同大会の決勝トーナメント1回戦のACミラン戦では、抜群の快足でサイドを駆け上がり、ダメ押し点となるエマニュエル・アデバヨールへのアシストを決め、プレミアシップのクラブとしてサンシーロで初めてACミランを撃破するという快挙に貢献する。同大会の準々決勝のリヴァプールFC戦では、自陣のバイタルエリア付近から相手のゴール前までの距離（約80メートル）を4人の相手DFをかわしながら一人で駆け抜け、アデバヨールのゴールをアシストした。チームは敗れたものの、強烈な印象をアンフィールドのみならず全世界に残した。また、同シーズン2月23日のバーミンガム・シティFC戦でリーグ戦初ゴール（試合では2ゴール）を決め、ここからリーグ戦合計で4ゴールという結果を残した。
2008-09シーズンからは、アンリがアーセナルで着けていた背番号14番を受け継ぐ。2010-11シーズンの第2節ブラックプールFC戦ではプレミアリーグ初のハットトリックを記録するなどリーグ戦9ゴールを記録した。2012-13シーズンの序盤は契約延長問題でベンチスタートが多かったが、ここまでリーグ戦11ゴール、公式戦18ゴールとキャリアハイの数字を叩き出している。また、キャピタル・ワン・カップでは大会通算5得点を記録し得点王となった。第20節のニューカッスル・ユナイテッド戦ではプレミアリーグ2回目のハットトリックを記録した。2013年1月には週給10万ポンド、期間は3年半の契約延長の合意が発表された。
2015年7月31日、アーセナルとの契約延長を発表した。2015-16シーズンはウイングだけでなくセンターフォワードとしても活躍。
2018年1月17日、イングランド代表としてワールドカップに出場するために、アーセナルを離れ、エヴァートンFCと2021年6月までの3年半の契約を結んだ。アーセナルでは3回のFAカップ優勝に貢献し、公式戦では396試合に出場し、108得点を決めた。プレミアリーグに270試合出場し、アーセナルでウォルコットより多く出場しているのはデニス・ベルカンプ（277）とパトリック・ヴィエラ（276）のみとなっている。移籍後2試合目となるレスター・シティ戦では2得点を決め、レスター撃破に貢献した。
2020年10月5日、サウサンプトンFCにレンタル移籍。15年ぶりの復帰となった。2021年5月18日、エヴァートンFCとの契約が6月で期限を迎えるため、サウサンプトンFCにフリー移籍で加入し、2年契約を結ぶことが発表された。
2023年8月18日、現役引退を発表した。

## 代表経歴

### 2006 FIFAワールドカップ
代表デビューはワールドカップ直前の2006年5月30日、親善試合のハンガリー戦。後半20分にマイケル・オーウェンに代わって出場し、後半43分には初シュートも放った。17歳75日のイングランド代表史上最年少デビューを飾り、ルーニーが持っていた17歳111日の記録を塗り替えた。さらには2006 FIFAワールドカップのイングランド代表に17歳3ヶ月足らずで招集とトントン拍子で飛躍した。10代の頃から注目を浴びたことでマイケル・オーウェンやウェイン・ルーニーと度々比較されるも、所属クラブでの定位置確保がなかなか出来ないこともあって、代表デビューの早さ以外では、同年齢時の代表における実績はオーウェンやルーニーよりも見劣りしていた。
2006年ワールドカップにおいて当時のエリクソン監督はストライカーとしてオーウェン、ルーニー、クラウチとともにウォルコットを招集した。この招集には批判の声も大きく、プレミアリーグで何の実績も無いウォルコットよりはジャーメイン・デフォー、あるいはダレン・ベント、アンディ・ジョンソン、ディーン・アシュトンらから選ぶべきではないかとも囁かれた。実際、本大会ではエースのオーウェンが故障離脱した後ルーニーとクラウチの2トップ以外に実戦的な選択肢が無くなり、エリクソン監督の選択は裏目に出た。しかし将来を睨んでの判断として一部では評価されていた。

### EURO2008、2010 FIFAワールドカップ、EURO2012
ファビオ・カペッロ監督就任後は主に中盤の右サイドを任されており、2008年9月6日に行われたW杯予選のアンドラ戦ではスタメン出場し活躍。続く9月10日のクロアチア戦では代表初ゴールを含むハットトリックを記録し勝利に貢献した。この試合の相手であるクロアチアにイングランドはEURO2008予選で2連敗し、結果的に本戦出場を逃していたため、リベンジの大きな立役者として一躍ヒーローとなった。 また、クロアチアはこの試合で公式戦ホームでの連続無敗記録が「35」で途切れることになった。
2010年4月2日にウェンブリー・スタジアムで行われた親善試合エジプト代表戦後には、後半早くにショーン・ライト＝フィリップスと交代となった。事前の予想に反して2010 FIFAワールドカップの代表メンバーには選出されなかった。これはメンバー発表の2日前に行われた日本代表との親善試合において、ウォルコットがイングランド代表監督ファビオ・カペッロの指示に従わなかったことが原因であると英紙ザ・サンに報道された。
EURO2012では、グループリーグ第2戦のスウェーデン戦で1点ビハインドの局面で途中出場すると1ゴール1アシストの活躍を見せチームは勝利を収めた。

## 評価
元アーセナルのスチュワート・ロブソンは移籍を噂されたウォルコットに対し「私から見て、セオ・ウォルコットは良い選手ではない。サッカーのスパイクを履くアスリートだ。」「彼は速い。本当に速い。しかし、もっと若いときに技術的なことやスペースの使い方などを学ぶべきだった。彼はこれまでにそれをしなかったんだ。それは彼の責任にほかならない。彼がもっとお金を欲しがるなら、私だったら放出するよ。」と語っている。
元イングランド代表ウィンガーのクリス・ワドルは、「ウォルコットにはサッカー脳がない。サウサンプトンにいたころからまったく進歩していない」と評した。

## 個人成績
| クラブ           | シーズン | リーグ | リーグ | カップ | カップ | リーグ杯 | リーグ杯 | ヨーロッパ | ヨーロッパ | 通算 | 通算 |
| クラブ           | シーズン | 出場   | 得点   | 出場   | 得点   | 出場     | 得点     | 出場       | 得点       | 出場 | 得点 |
| ---------------- | -------- | ------ | ------ | ------ | ------ | -------- | -------- | ---------- | ---------- | ---- | ---- |
| サウサンプトンFC | 2005-06  | 21     | 4      | 2      | 1      | —        | —        | —          | —          | 23   | 5    |
| サウサンプトンFC | 通算     | 21     | 4      | 2      | 1      | —        | —        | —          | —          | 23   | 5    |
| アーセナルFC     |          |        |        |        |        |          |          |            |            |      |      |
| 2006-07          | 16       | 0      | 0      | 0      | 0      | 0        | 0        | 0          | 16         | 0    |      |
| 2007-08          | 25       | 4      | 0      | 0      | 0      | 0        | 9        | 2          | 39         | 7    |      |
| 2008-09          | 22       | 2      | 3      | 1      | 0      | 0        | 10       | 3          | 35         | 6    |      |
| 2009-10          | 23       | 3      | 1      | 0      | 0      | 0        | 6        | 1          | 30         | 4    |      |
| 2010-11          | 28       | 9      | 1      | 0      | 4      | 2        | 2        | 2          | 38         | 13   |      |
| 2011-12          | 35       | 8      | 3      | 1      | 0      | 0        | 8        | 2          | 24         | 11   |      |
| 2012-13          | 32       | 14     | 4      | 1      | 2      | 5        | 4        | 1          | 34         | 18   |      |
| 2013-14          | 13       | 5      | 1      | 0      | 0      | 0        | 4        | 1          | 18         | 1    |      |
| 2014-15          | 14       | 5      | 5      | 2      | 0      | 0        | 2        | 0          | 21         | 5    |      |
| 2015-16          | 28       | 5      | 5      | 2      | 1      | 0        | 6        | 2          | 39         | 9    |      |
| 2016-17          | 28       | 10     | 3      | 5      | 0      | 0        | 6        | 4          | 37         | 19   |      |
| 2017-18          | 6        | 0      | 1      | 0      | 3      | 1        | 5        | 3          | 15         | 4    |      |
| 通算             | 270      | 65     | 27     | 12     | 10     | 8        | 62       | 21         | 369        | 106  |      |
| 総通算           | 総通算   | 291    | 69     | 29     | 13     | 10       | 8        | 62         | 21         | 392  | 111  |

## 代表歴

### 出場大会
- イングランド代表
  - 2006 FIFAワールドカップ

### 試合数
- 国際Aマッチ 47試合 8得点（2006年-2016年）[20]

| イングランド代表 | 国際Aマッチ | 国際Aマッチ |
| 年               | 出場        | 得点        |
| ---------------- | ----------- | ----------- |
| 2006             | 1           | 0           |
| 2007             | 0           | 0           |
| 2008             | 5           | 3           |
| 2009             | 2           | 0           |
| 2010             | 7           | 0           |
| 2011             | 6           | 0           |
| 2012             | 9           | 1           |
| 2013             | 6           | 1           |
| 2014             | 0           | 0           |
| 2015             | 6           | 3           |
| 2016             | 5           | 0           |
| 通算             | 47          | 8           |

### 得点
| #  | 開催日        | 開催地       | 対戦国         | スコア | 結果 | 大会                                    |
| -- | ------------- | ------------ | -------------- | ------ | ---- | --------------------------------------- |
| 1. | 2008年9月10日 | ザグレブ     | クロアチア     | 0–1    | 1–4  | 2010 FIFAワールドカップ・ヨーロッパ予選 |
| 2. | 2008年9月10日 | ザグレブ     | クロアチア     | 1–2    | 1–4  | 2010 FIFAワールドカップ・ヨーロッパ予選 |
| 3. | 2008年9月10日 | ザグレブ     | クロアチア     | 1–4    | 1–4  | 2010 FIFAワールドカップ・ヨーロッパ予選 |
| 4. | 2012年6月15日 | キエフ       | スウェーデン   | 2–2    | 2–3  | UEFA EURO 2012                          |
| 5. | 2013年8月14日 | ロンドン     | スコットランド | 1–1    | 3–2  | 親善試合                                |
| 6. | 2015年9月5日  | セラヴァッレ | サンマリノ     | 0–4    | 0–6  | UEFA EURO 2016予選                      |
| 7. | 2015年9月5日  | セラヴァッレ | サンマリノ     | 0–6    | 0–6  | UEFA EURO 2016予選                      |
| 8. | 2015年10月9日 | ロンドン     | エストニア     | 1–0    | 2–0  | UEFA EURO 2016予選                      |

## タイトル

### クラブ
アーセナルFC
- FAカップ 2013-14, 2014-15, 2016-17
- FAコミュニティ・シールド 2014, 2015, 2017